# تشيما دي جازي
تشيما دي جازي (بالإنجليزية: Cima di Jazzi)‏ هو أحد جبال سلسلة جبال الألب بينيني وجزء من القمة الأم جبل مونتي روزا يقع في كانتون فاليز، سويسرا. يبلغ ارتفاع الجبل حوالي 3803 متر، بينما يبلغ ارتفاع نتوء الجبل 243 متر.